# La Part rêvée
La Part rêvée (La Parte soñada, Literatura Random House, 2017) est un roman argentin de Rodrigo Fresán, paru en 2017 et publié en français par les éditions du Seuil en 2019.

## Table des matières
- pp. 11-118 : I, Cette nuit-là (Notes de bas de page pour une encyclopédie de marcheurs endormis)
- pp. 119-264 : II, Cette nuit lointaine (Catalogue irrationnel pour une expression d'ombres mouvantes)
- pp. 265-553 : III, Cette nuit (Manuel de derniers secours pour rêveurs éveillés)
- pp. 557-561 : En comptant les bergers : Note de remerciements
- pp. 563-566 : Crédits bibliographiques

## Trame narrative
Le « roman » accuse « les tensions entre fiction et non-fiction » (p. 443) : « Littérature du Moi, métafiction, based on a true story » pp. 444. 
Le personnage principal croit se rendre deux fois par semaine à l’Onirium, lieu qui n'existe nulle part hormis dans son esprit. [...] L'endroit est sa version de l'Institution de Préparation à l'Hadès de Feu pâle de Vladimir Nabokov, où on catalogue les morts comme s'ils étaient des rêves et on les calibre comme des rêves qui ont un jour été réels (p. 390).
Le livre se présente principalement comme un gigantesque carnet de notes, calepin, bloc-notes, notebook, biji (en) (p. 34), carnet de croquis d'un écrivain (à la troisième personne), frère de Pénélope, privé de sa mère à la naissance, attaché à sa grand-mère captivée par le(s) rêve(s) : « Lui, pour s'endormir, il compte et raconte ses rêves » (p. 380), « le cauchemar d'une créature toujours éveillée qu'on ne redoute plus de rêver puisqu'elle est bien là et nous maintient tous en éveil » (p. 74).
Dans la première partie, Elle (inconnue) est son dream operator (p. 90). « Jusqu'à l'apparition de la Peste Blanche, il était un « pestiféré » qui ne valait rien » (p. 55). Avec cette fin des rêves, pour l'écrivain (de type Morphée Plus), la tête hérissée de fils et d'électrodes (p. 73), émergent aussi les Compteurs de Moutons, les Juments de la Nuit (nightmare), les Tubes Cathodiques, les Écrans Plasma, les Hommes-Sable, les ART/REM, les Draps Tendus, les Piétineurs de Couvertures, les Édredons Nibelungen, les Futons Banzaï, les Rêves de la Raison, les Monstres Engendrés... Il est tour à tour Alice, Dorothy, incube, succube.
Dans la seconde partie, son rêve est vie et Stella D'Or brille, terroriste splendide, immortelle étoile morte. Sa lumière noire nous atteint des années après son extinction. Sa voix resplendissante encore audible, semblable à un écho réverbéré d'une galaxie à l'autre (p. 127)... Et son père est donc un fantasme ,unisexe, international, multilinguistique, addictif (p. 138). Dans la brève histoire de l'obscurité, ouvrage toujours à venir, figurent les trois sœurs Alex, Charley et Eddie Tulpa, leur père Pat et leur frère Bertie, mais également la famille Brontë, dont Patrick Brontë, leurs écrits, leurs personnages : Edgar Linton, Isabelle et Catherine Earnshaw, Heathcliff, Lockwood... Pénélope, sainte Pénélope de Toutes les Fautes (p. 163), à l'époque de l'alunissage de 1969, rêve de retourner à Monte Karma, avec Lina Hinz, puis fait disparaître ses parents à la Noël 1977, en téléphonant à la police pour dénoncer leur mise en scène d'un épisode fictif de guérilla urbaine.
La troisième partie débute par de longues anaphores d'hommage au passé, autour du personnage d’Oncle Hey Walrus, faux frère de leur mère. Tout est remodelé, reconstruit, réaffirmé, reflouté : épisode Pertusato Nicolasito, quête de la genèse avec l'accélérateur du CERN (de Genève), l'hôtel Montreux Palace en compagnie ou à la recherche des Nabokov, la vie à Canciones Tristes avec Pénélope chez les grands parents des champs aussi émigrés russes que les grands-parents des villes, l’Ère des Moments Merveilleux (p. 524) des années 1970, le Net purgatif Jardin des Immondices (p. 489). L'écrivain devient exitvain, excrivain, nextrivain, nextcrivain, pour s'opposer un peu à IKEA de retour, son golem éternellement jeune (p. 446), écrivain de lecteur(s), et non pas écrivain d'écrivain(s), tout juste bon à proposer de se contenter de jouer les écrivains (p. 449). Les références sont Henry James, John Updike, Shakespare, Bellow, pratiquement jamais Bob Dylan, mais surtout l'incontournable Vladimir Nabokov, le Grand Excentrique Central (p. 413), le Grand Outsider (p. 499).